# Campeonato Peruano de Futebol de 2019 – Primeira Divisão
A Primeira Divisão do Campeonato Peruano de Futebol de 2019 ou Liga1 de Fútbol Profesional de 2019 (também conhecida como Liga1 Movistar de 2019 por conta do patrocínio) é a 103.ª temporada da principal divisão do futebol peruano e a 1.ª como Liga1. A temporada começou em 15 de fevereiro e terminará em dezembro de 2019. O Sporting Cristal é atual campeão.

## Regulamento

### Sistema de disputa
O campeonato é dividido em três torneios curtos no ano: Torneo Apertura, Torneo Clausura, mais um Play-off para decidir o campeão nacional.
Os dois primeiros torneios serão o Apertura e Clausura, disputados no sistema de pontos corridos por 18 times. No Apertura, os times jogam entre si uma única vez e os jogos do Clausura serão realizados na mesma ordem do Apertura, apenas com o mando de campo invertido, totalizando 17 rodadas por torneio. Por tratar-se de torneios distintos, os pontos ganhos no Apertura não serão transferidos para o Clausura. O time que obteve o maior número de pontos após as 17 rodadas de cada torneio, será declarado campeão. Os vencedores do Apertura e Clausura e as duas melhores equipes da classificação geral dos dois torneios, qualificam-se para os Play-offs finais que proclamará o campeão do Peru.
A Fase Final (Play-offs) é dividida em duas etapas: semifinal e final; ambas na modalidade "mata-mata" em jogos de ida e volta. As equipes com mais pontos na classificação geral terão o direito de disputar o jogo de volta em casa. Se os finalistas empatarem em pontos no agregado das duas partidas, uma terceira partida em campo neutro será disputada para decidir o campeão nacional. Se um time vencer tanto o Apertura quanto o Clausura, será automaticamente declarado campeão nacional e não teremos os play-offs. Se um time vencer o Apertura ou o Clausura e mesmo assim estiver entre os dois primeiros colocados da classificação geral da temporada irá diretamente para a final.

### Rebaixamento
Os dois últimos colocados da classificação geral da Liga1 serão rebaixados para a Segunda Divisão do ano seguinte. Em caso de empate em pontos entre dois times no penúltimo posto, será disputada uma partida de desempate em campo neutro designado pela Liga de Fútbol Profesional com direito a prorrogação e disputa por pênaltis, caso seja necessário. Em caso de empate em pontos entre mais de dois times na penúltima colocação ou entre três ou mais times na última colocação, o pior posicionado após a aplicação dos critérios de desempate será rebaixado e os dois restantes disputarão uma partida de desempate para manterem-se na divisão com direito a prorrogação e disputa por pênaltis, caso seja necessário.

### Classificação para torneios continentais da CONMEBOL
O Peru terá quatro vagas para a Taça Libertadores e quatro para a Copa Sul-Americana. As vagas para esses torneios serão divididas da seguinte forma:
| Torneio                    | Método de classificação                                                                      |
| -------------------------- | -------------------------------------------------------------------------------------------- |
| Taça Libertadores de 2020  | Campeão e vice-campeão do Campeonato Peruano (2) 3º e 4º colocado da classificação geral (2) |
| Copa Sul-Americana de 2020 | 5º ao 8º colocado da classificação geral (4)                                                 |

## Participantes

### Promovidos e rebaixados da temporada anterior
Um total de 18 clubes foram confirmadas para a temporada de 2019 da Liga 1, dois a mais em relação a temporada anterior. Permaneceram na divisão os catorze melhores times do Primeira Divisão de 2018, e subiram quatro outros clubes, o Universidad César Vallejo, campeão da Segunda Divisão de 2018, o Pirata, campeão da Copa do Peru de 2018, e os dois melhores classificados do play-off de acesso da segundona, Carlos A. Mannucci e Alianza Universidad. Os quatro promovidos substituíram Sport Rosario e Comerciantes Unidos, rebaixados para a Segunda Divisão no final da temporada passada.

### Informações dos clubes
| Time                      | Cidade          | Região      | Estádio                      | Capacidade | Títulos (último)    | Em 2018      |
| ------------------------- | --------------- | ----------- | ---------------------------- | ---------- | ------------------- | ------------ |
| Alianza Lima              | Lima            | Lima        | Alejandro Villanueva         | 34 000     | 23 (último em 2017) | 3º lugar     |
| Alianza Universidad       | Huánuco         | Huánuco     | Heraclio Tapia               | 25 000     | 0 (nenhum)          | —            |
| Ayacucho                  | Ayacucho        | Ayacucho    | Ciudad de Cumaná             | 15 000     | 0 (nenhum)          | 13º lugar    |
| Binacional                | Juliaca         | San Román   | Guillermo Briceño Rosamedina | 20 000     | 0 (nenhum)          | 8º lugar     |
| Carlos A. Mannucci        | Trujillo        | La Libertad | Mansiche                     | 24 000     | 0 (nenhum)          | —            |
| Cantolao                  | Callao          | Callao      | Miguel Grau                  | 17 000     | 0 (nenhum)          | 12º lugar    |
| Deportivo Municipal       | Lima            | Lima        | Segundo Aranda Torres        | 8 000      | 4 (último em 1950)  | 5º lugar     |
| Melgar                    | Arequipa        | Arequipa    | Monumental da UNSA           | 60 000     | 2 (último em 2015)  | Vice-campeão |
| Pirata                    | Olmos           | Lambayeque  | Francisco Mendoza Pizarro    | 5 000      | 0 (nenhum)          | —            |
| Real Garcilaso            | Cusco           | Cusco       | Inca Garcilaso de la Vega    | 42 000     | 0 (nenhum)          | 4º lugar     |
| Sport Boys                | Callao          | Callao      | Miguel Grau                  | 17 000     | 6 (último em 1984)  | 14º lugar    |
| Sport Huancayo            | Huancayo        | Junín       | Huancayo                     | 20 000     | 0 (nenhum)          | 6º lugar     |
| Sporting Cristal          | Lima            | Lima        | Alberto Gallardo             | 15 000     | 19 (último em 2018) | Campeão      |
| Unión Comercio            | Nueva Cajamarca | San Martín  | IPD de Nueva Cajamarca       | 12 000     | 0 (nenhum)          | 10º lugar    |
| Universidad César Vallejo | Trujillo        | La Libertad | Mansiche                     | 24 000     | 0 (nenhum)          | —            |
| Universidad San Martín    | Lima            | Lima        | Alberto Gallardo             | 15 000     | 3 (último em 2010)  | 11º lugar    |
| Universitario             | Lima            | Lima        | Monumental                   | 80 093     | 26 (último em 2013) | 9º lugar     |
| UTC                       | Cajamarca       | Cajamarca   | Héroes de San Ramón          | 15 000     | 0 (nenhum)          | 7º lugar     |

## Torneo Apertura

### Classificação doApertura
| Pos | Equipe                    | Pts | J  | V  | E | D  | GP | GC | SG  | Classificação                          |
| --- | ------------------------- | --- | -- | -- | - | -- | -- | -- | --- | -------------------------------------- |
| 1   | Binacional                | 36  | 17 | 12 | 0 | 5  | 44 | 23 | +21 | Fase Final e Copa Libertadores de 2020 |
| 2   | Sporting Cristal          | 32  | 17 | 9  | 5 | 3  | 28 | 13 | +15 |                                        |
| 3   | Universidad César Vallejo | 29  | 17 | 9  | 2 | 6  | 25 | 21 | +4  |                                        |
| 4   | Deportivo Municipal       | 27  | 17 | 7  | 7 | 3  | 27 | 20 | +7  |                                        |
| 5   | Alianza Lima              | 26  | 17 | 7  | 5 | 5  | 30 | 24 | +6  |                                        |
| 6   | Real Garcilaso            | 26  | 17 | 7  | 5 | 5  | 19 | 15 | +4  |                                        |
| 7   | Ayacucho                  | 25  | 17 | 7  | 4 | 6  | 26 | 23 | +3  |                                        |
| 8   | UTC                       | 25  | 17 | 6  | 7 | 4  | 26 | 24 | +2  |                                        |
| 9   | Cantolao                  | 25  | 17 | 6  | 7 | 4  | 18 | 17 | +1  |                                        |
| 10  | Sport Huancayo            | 24  | 17 | 6  | 6 | 5  | 22 | 23 | −1  |                                        |
| 11  | Melgar                    | 23  | 17 | 6  | 5 | 6  | 26 | 25 | +1  |                                        |
| 12  | Universitario             | 23  | 17 | 6  | 5 | 6  | 25 | 27 | −2  |                                        |
| 13  | Alianza Universidad       | 22  | 17 | 5  | 7 | 5  | 18 | 18 | 0   |                                        |
| 14  | Carlos A. Mannucci        | 16  | 17 | 4  | 4 | 9  | 22 | 27 | −5  |                                        |
| 15  | Unión Comercio            | 15  | 17 | 3  | 6 | 8  | 15 | 21 | −6  |                                        |
| 16  | Universidad San Martín    | 15  | 17 | 3  | 6 | 8  | 13 | 32 | −19 |                                        |
| 17  | Pirata                    | 13  | 17 | 3  | 5 | 9  | 17 | 29 | −12 |                                        |
| 18  | Sport Boys                | 10  | 17 | 2  | 4 | 11 | 9  | 28 | −19 |                                        |

1. ↑  O Binacional pode se classificar tanto para a Fase Final como para a Taça Libertadores de 2020, desde que termine entre os nove primeiros da classificação geral da temporada.
2. ↑  O Deportivo Municipal teve dedução de um ponto como punição por não pagamento de dívidas.[5]
3. ↑  O Pirata teve dedução de um ponto como punição por não pagamento de dívidas.[5]

### Resultados doApertura
| Mandante \ Visitante      | ALI | AUH | AYA | BIN | CAM | CAN | MUN | MEL | PIR | RGA | SBA | SHU | CRI | UCO | UCV | USM | UNI | UTC |
| ------------------------- | --- | --- | --- | --- | --- | --- | --- | --- | --- | --- | --- | --- | --- | --- | --- | --- | --- | --- |
| Alianza Lima              | —   | —   | —   | 2–1 | —   | —   | 2–2 | 3–2 | —   | —   | 3–0 | —   | —   | 1–1 | 3–1 | 1–0 | 2–3 | 2–2 |
| Alianza Universidad       | 2–1 | —   | 1–0 | 2–3 | 3–0 | 0–0 | —   | —   | 0–0 | 2–1 | —   | —   | 1–1 | 2–2 | —   | —   | —   | —   |
| Ayacucho                  | 2–0 | —   | —   | 3–2 | —   | 0–0 | —   | 1–1 | —   | —   | —   | —   | 2–0 | —   | —   | 5–0 | 2–0 | 0–2 |
| Binacional                | —   | —   | —   | —   | —   | —   | 3–0 | 3–1 | —   | —   | 2–0 | 1–3 | —   | 3–1 | 1–0 | 6–0 | 4–2 | 4–1 |
| Carlos A. Mannucci        | 2–2 | —   | 4–4 | 4–3 | —   | 1–2 | —   | 0–1 | 3–2 | 0–1 | —   | —   | 2–0 | —   | —   | —   | —   | —   |
| Cantolao                  | 1–2 | —   | —   | 0–4 | —   | —   | 3–0 | 1–5 | —   | —   | —   | —   | 0–0 | 1–1 | —   | 3–1 | 1–0 | 0–0 |
| Deportivo Municipal       | —   | 0–0 | 2–1 | —   | 1–1 | —   | —   | —   | 5–0 | 1–1 | 3–1 | 2–2 | —   | 1–0 | 1–0 | —   | —   | —   |
| Melgar                    | —   | 2–0 | —   | —   | —   | —   | 0–3 | —   | —   | —   | 1–1 | 2–2 | —   | —   | 1–2 | 3–1 | 2–1 | 1–1 |
| Pirata                    | 2–2 | —   | 3–1 | 1–2 | —   | 0–1 | —   | 2–0 | —   | 2–1 | —   | —   | 0–0 | —   | —   | 0–0 | —   | —   |
| Real Garcilaso            | 2–1 | —   | 3–0 | 0–1 | —   | 2–2 | —   | 1–0 | —   | —   | —   | —   | 1–1 | —   | —   | 2–1 | 0–0 | —   |
| Sport Boys                | —   | 1–2 | 0–1 | —   | 3–2 | 0–0 | —   | —   | 2–1 | 0–0 | —   | 0–1 | 0–3 | 0–1 | —   | —   | —   | —   |
| Sport Huancayo            | 0–3 | 2–0 | 2–2 | —   | 2–1 | 0–3 | —   | —   | 1–0 | 0–1 | —   | —   | 0–2 | 3–1 | —   | —   | —   | —   |
| Sporting Cristal          | 1–0 | —   | —   | 3–1 | —   | —   | 2–0 | 2–3 | —   | —   | —   | —   | —   | 1–0 | 4–1 | 4–0 | 1–1 | 3–1 |
| Unión Comercio            | —   | —   | 0–1 | —   | 0–2 | —   | —   | 1–1 | 2–0 | 0–1 | —   | —   | —   | —   | —   | 0–0 | 1–1 | 4–0 |
| Universidad César Vallejo | —   | 1–0 | 3–1 | —   | 1–0 | 1–0 | —   | —   | 2–2 | 1–0 | 1–0 | 2–2 | —   | 3–0 | —   | —   | —   | —   |
| Universidad San Martín    | —   | 1–1 | —   | —   | 1–0 | —   | 0–0 | —   | —   | —   | 1–1 | 2–1 | —   | —   | 2–1 | —   | 2–3 | 1–1 |
| Universitario             | —   | 1–1 | —   | —   | 1–0 | —   | 2–4 | —   | 3–1 | —   | 4–0 | 1–1 | —   | —   | 0–4 | —   | —   | 2–1 |
| UTC                       | —   | 2–1 | —   | —   | 0–0 | —   | 2–2 | —   | 4–1 | 3–2 | 2–0 | 0–0 | —   | —   | 4–1 | —   | —   | —   |

## Torneo Clausura

### Classificação doClausura
| Pos | Equipe                    | Pts | J  | V  | E | D  | GP | GC | SG  | Classificação                                   |
| --- | ------------------------- | --- | -- | -- | - | -- | -- | -- | --- | ----------------------------------------------- |
| 1   | Alianza Lima              | 35  | 17 | 10 | 5 | 2  | 32 | 23 | +9  | Avança à Fase final e Taça Libertadores de 2020 |
| 2   | Universitario             | 33  | 17 | 9  | 6 | 2  | 16 | 10 | +6  |                                                 |
| 3   | Sporting Cristal          | 31  | 17 | 9  | 4 | 4  | 31 | 20 | +11 |                                                 |
| 4   | Binacional                | 28  | 17 | 7  | 7 | 3  | 30 | 13 | +17 |                                                 |
| 5   | Carlos A. Mannucci        | 28  | 17 | 7  | 7 | 3  | 20 | 19 | +1  |                                                 |
| 6   | Sport Boys                | 27  | 17 | 7  | 6 | 4  | 23 | 21 | +2  |                                                 |
| 7   | Universidad San Martín    | 26  | 17 | 6  | 8 | 3  | 21 | 15 | +6  |                                                 |
| 8   | Sport Huancayo            | 26  | 17 | 7  | 5 | 5  | 24 | 21 | +3  |                                                 |
| 9   | Melgar                    | 24  | 17 | 7  | 3 | 7  | 29 | 22 | +7  |                                                 |
| 10  | Ayacucho                  | 22  | 17 | 6  | 4 | 7  | 17 | 21 | −4  |                                                 |
| 11  | Real Garcilaso            | 21  | 17 | 6  | 3 | 8  | 19 | 16 | +3  |                                                 |
| 12  | Unión Comercio            | 19  | 17 | 5  | 4 | 8  | 21 | 27 | −6  |                                                 |
| 13  | Alianza Universidad       | 19  | 17 | 5  | 4 | 8  | 17 | 26 | −9  |                                                 |
| 14  | Universidad César Vallejo | 18  | 17 | 4  | 6 | 7  | 15 | 19 | −4  |                                                 |
| 15  | Cantolao                  | 17  | 17 | 4  | 5 | 8  | 23 | 30 | −7  |                                                 |
| 16  | UTC                       | 14  | 17 | 2  | 8 | 7  | 12 | 22 | −10 |                                                 |
| 17  | Pirata                    | 9   | 17 | 3  | 4 | 10 | 12 | 30 | −18 |                                                 |
| 18  | Deportivo Municipal       | 9   | 17 | 3  | 4 | 10 | 20 | 27 | −7  |                                                 |

1. ↑  O vencedor do Torneo Clausura classificará para o Fase Final e para a Copa Libertadores de 2020, desde que termine entre os nove primeiros da classificação geral da temporada.
2. ↑  O Pirata também foi punido com a perda de quatro pontos.[8]
3. ↑  O Deportivo Municipal foi punido com a perda de quatro pontos.[8]

### Resultados
| Mandante \ Visitante      | ALI | AUH | AYA | BIN | CAM | CAN | MUN | MEL | PIR | RGA | SBA | SHU | CRI | UCO | UCV | USM | UNI | UTC |
| ------------------------- | --- | --- | --- | --- | --- | --- | --- | --- | --- | --- | --- | --- | --- | --- | --- | --- | --- | --- |
| Alianza Lima              | —   | 1–1 | 2–0 | —   | 2–2 | 3–2 | —   | —   | 3–2 | 1–0 | —   | 3–1 | 2–1 | —   | —   | —   | —   | —   |
| Alianza Universidad       | —   | —   | —   | —   | —   | —   | 2–1 | 2–1 | —   | —   | 2–0 | 2–4 | —   | —   | 0–1 | 1–1 | 0–1 | 2–1 |
| Ayacucho                  | —   | 3–2 | —   | —   | 1–0 | —   | 2–0 | —   | 2–1 | 1–1 | 0–1 | 1–1 | —   | 1–1 | 1–0 | —   | —   | —   |
| Binacional                | 0–0 | 7–0 | 2–1 | —   | 4–0 | 1–1 | —   | —   | 2–0 | 2–2 | —   | —   | 4–1 | —   | —   | —   | —   | —   |
| Carlos A. Mannucci        | —   | 0–0 | —   | —   | —   | —   | 2–2 | —   | —   | —   | 1–1 | 3–3 | —   | 2–1 | 2–2 | 1–0 | 1–0 | 2–1 |
| Cantolao                  | —   | 2–1 | 1–2 | —   | 0–1 | —   | —   | —   | 3–0 | 1–2 | 1–2 | 0–2 | —   | —   | 1–0 | —   | —   | —   |
| Deportivo Municipal       | 2–2 | —   | —   | 1–1 | —   | 1–3 | —   | 1–0 | —   | —   | —   | —   | 0–1 | —   | —   | 1–2 | 3–0 | 0–0 |
| Melgar                    | 2–3 | —   | 3–0 | 1–0 | 0–1 | 4–2 | —   | —   | 3–0 | 2–1 | —   | —   | 2–3 | 1–1 | —   | —   | —   | —   |
| Pirata                    | —   | 0–0 | —   | —   | 0–0 | —   | 0–3 | —   | —   | —   | 1–1 | 2–1 | —   | 0–2 | 0–2 | —   | 0–1 | 3–1 |
| Real Garcilaso            | —   | 0–1 | —   | —   | 1–0 | —   | 1–0 | —   | 0–1 | —   | 4–0 | 0–1 | —   | 4–0 | 2–0 | —   | —   | 0–0 |
| Sport Boys                | 1–2 | —   | —   | 2–1 | —   | —   | 2–1 | 4–2 | —   | —   | —   | —   | —   | —   | 1–1 | 0–0 | 0–0 | 4–0 |
| Sport Huancayo            | —   | —   | —   | 0–0 | —   | —   | 4–2 | 1–1 | —   | —   | 0–1 | —   | —   | —   | 2–0 | 0–0 | 0–1 | 2–1 |
| Sporting Cristal          | —   | 2–1 | 1–0 | —   | 1–2 | 1–1 | —   | —   | 4–0 | 3–0 | 4–2 | 3–0 | —   | —   | —   | —   | —   | —   |
| Unión Comercio            | 2–3 | 1–0 | —   | 0–2 | —   | 5–2 | 2–1 | —   | —   | —   | 1–1 | 1–2 | 2–1 | —   | 0–0 | —   | —   | —   |
| Universidad César Vallejo | 3–1 | —   | —   | 1–1 | —   | —   | 3–1 | 0–3 | —   | —   | —   | —   | 2–3 | —   | —   | 0–1 | 0–0 | 0–0 |
| Universidad San Martín    | 2–3 | —   | 0–0 | 1–3 | —   | 3–1 | —   | 1–1 | 2–2 | 2–1 | —   | —   | 1–1 | 3–0 | —   | —   | —   | —   |
| Universitario             | 1–0 | —   | 3–2 | 2–0 | —   | 1–1 | —   | 2–1 | —   | 1–0 | —   | —   | 0–0 | 2–1 | —   | 0–0 | —   | —   |
| UTC                       | 1–1 | —   | 2–0 | 0–0 | —   | 1–1 | —   | 0–2 | —   | —   | —   | —   | 1–1 | 2–1 | —   | 0–2 | 1–1 | —   |

## Classificação Geral
A classificação final tanto do Torneo Apertura com o do Torneo Clausura da temporada 2019 serão agregadas em uma única tabela denominada Classificação Geral ao longo da temporada para determinar os dois times que irão qualificar-se para a Copa Libertadores de 2020 e os três classificados para a Copa Sul-Americana de 2020, bem como os que serão rebaixados no final da temporada.
| Pos | Equipe                    | Pts | J  | V  | E  | D  | GP | GC | SG  | Classificação ou Rebaixamento                             |
| --- | ------------------------- | --- | -- | -- | -- | -- | -- | -- | --- | --------------------------------------------------------- |
| 1   | Sporting Cristal          | 65  | 34 | 18 | 9  | 7  | 59 | 33 | +26 | Avança à Fase final e Taça Libertadores (fase TBD)        |
| 2   | Binacional                | 64  | 34 | 19 | 7  | 8  | 74 | 36 | +38 | Avança à Fase final e Fase de grupos da Taça Libertadores |
| 3   | Alianza Lima              | 61  | 34 | 17 | 10 | 7  | 62 | 47 | +15 | Avança à Fase final e Taça Libertadores (fase TBD)        |
| 4   | Universitario             | 56  | 34 | 15 | 11 | 8  | 41 | 37 | +4  | Primeira fase da Taça Libertadores                        |
| 5   | Sport Huancayo            | 51  | 34 | 13 | 11 | 10 | 46 | 44 | +2  | Primeira fase da Copa Sul-Americana de 2020               |
| 6   | Melgar                    | 47  | 34 | 13 | 8  | 13 | 55 | 47 | +8  | Primeira fase da Copa Sul-Americana de 2020               |
| 7   | Real Garcilaso            | 47  | 34 | 13 | 8  | 13 | 38 | 31 | +7  | Primeira fase da Copa Sul-Americana de 2020               |
| 8   | Universidad César Vallejo | 47  | 34 | 13 | 8  | 13 | 40 | 40 | 0   |                                                           |
| 9   | Ayacucho                  | 47  | 34 | 13 | 8  | 13 | 43 | 44 | −1  |                                                           |
| 10  | Carlos A. Mannucci        | 44  | 34 | 11 | 11 | 12 | 42 | 46 | −4  |                                                           |
| 11  | Alianza Universidad       | 41  | 34 | 10 | 11 | 13 | 35 | 44 | −9  |                                                           |
| 12  | Cantolao                  | 41  | 34 | 10 | 11 | 13 | 41 | 47 | −6  |                                                           |
| 13  | Universidad San Martín    | 41  | 34 | 9  | 14 | 11 | 34 | 47 | −13 |                                                           |
| 14  | UTC                       | 39  | 34 | 8  | 15 | 11 | 38 | 46 | −8  |                                                           |
| 15  | Sport Boys                | 37  | 34 | 9  | 10 | 15 | 32 | 49 | −17 |                                                           |
| 16  | Deportivo Municipal       | 35  | 34 | 10 | 11 | 13 | 47 | 47 | 0   |                                                           |
| 17  | Unión Comercio (R)        | 34  | 34 | 8  | 10 | 16 | 36 | 48 | −12 | Rebaixado à Segunda Divisão de 2020 (Liga 2)              |
| 18  | Pirata (R)                | 22  | 34 | 6  | 9  | 19 | 29 | 59 | −30 | Rebaixado à Segunda Divisão de 2020 (Liga 2)              |

1. ↑  O Sporting Cristal recebeu dois pontos como prêmio pela conquista do Torneo de Promoción y Reserva de 2019.
2. ↑  O Sport Huancayo recebeu um ponto como prêmio pelo vice-campeonato do Torneo de Promoción y Reserva de 2019.
3. ↑  O Deportivo Municipal teve dedução de cinco ponto como punição por não pagamento de dívidas.[5][8]
4. ↑  O Pirata teve dedução de cinco ponto como punição por não pagamento de dívidas.[5][8]

## Fase Final
|  | Semifinais       | Semifinais       | Semifinais   | Semifinais | Semifinais |   |            | Finais     | Finais | Finais | Finais | Finais |
|  |                  |                  |              |            |            |   |            |            |        |        |        |        |
|  | Binacional       | Binacional       | —            | —          | —          |   |            |            |        |        |        |        |
|  | —                | —                | —            | —          | —          |   |            |            |        |        |        |        |
|  |                  |                  |              |            |            |   | Binacional | Binacional | 4      | 0      | 4      |        |
|  |                  | Alianza Lima     | Alianza Lima | 1          | 2          | 3 |            |            |        |        |        |        |
|  | Sporting Cristal | Sporting Cristal | 0            | 1          | 1          |   |            |            |        |        |        |        |
|  | Alianza Lima     | Alianza Lima     | 1            | 1          | 2          |   |            |            |        |        |        |        |

### Semifinal
| 1 de dezembro de 2019 | Alianza Lima    | 1 – 0     | Sporting Cristal | Lima                                              |  |
| 15:30                 | - Fuentes 90+3' | Relatório |                  | Estádio: Alejandro Villanueva Árbitro: Diego Haro |  |

| 4 de dezembro de 2019 | Sporting Cristal | 1 – 1     | Alianza Lima  | Lima                                                 |  |
| 20:00                 | - Beltrán 60'    | Relatório | - Ramírez 13' | Estádio: Estadio Nacional Árbitro: Miguel Santiváñez |  |

Alianza Lima venceu por 2–1 no agregado e avançou às finais.

### Final
| 8 de dezembro de 2019 | Binacional                                                   | 4 – 1     | Alianza Lima    | Juliaca                                                         |  |
| 15:00                 | - Ojeda 42' - Aubert 51' - Rodríguez 54' - Millán 89' (pen.) | Relatório | - Rodríguez 22' | Estádio: Guillermo Briceño Rosamedina Árbitro: Michael Espinoza |  |

| 15 de dezembro de 2019 | Alianza Lima                     | 2 – 0     | Binacional | Lima                                                        |  |
| 15:30                  | Ramírez 34' · Fajardo 77' (g.c.) | Relatório |            | Estádio: Alejandro Villanueva Árbitro: ARG Patricio Loustau |  |

## Estatísticas da temporada

### Artilharia
Dados até 8 de dezembro de 2019.
| Gols | Nome do jogador   | Clube                     |
| ---- | ----------------- | ------------------------- |
| 27   | Bernardo Cuesta   | Melgar                    |
| 23   | Donald Millán     | Binacional                |
| 17   | Kevin Quevedo     | Alianza Lima              |
| 15   | Mauricio Montes   | Ayacucho                  |
| 15   | Santiago Silva    | Universidad César Vallejo |
| 14   | Carlos Neumann    | Sport Huancayo            |
| 14   | Sebastián Gularte | Unión Comercio            |
| 13   | Cristian Palacios | Sporting Cristal          |
| 12   | Joffre Escobar    | Universidad San Martín    |
| 11   | Aldair Rodríguez  | Binacional                |

## Premiação
| Campeonato Peruano 2019 Liga 1 |
| ------------------------------ |
| Binacional Campeão (1º título) |